# 製鉄記念室蘭病院
製鉄記念室蘭病院（せいてつきねんむろらんびょういん）は、北海道室蘭市にある病院。

## 沿革
- 1941年（昭和16年）6月、日本製鐵輪西製鐵所（現在の日本製鉄室蘭製鉄所）の事業所病院として開設。
- 1969年（昭和44年）4月、一般市民の診療開始。
- 1970年（昭和45年）4月、八幡製鐵と富士製鐵の合併により新日本製鐵（現・日本製鉄）の企業立病院となる。
- 1991年（平成3年）5月、中央診療棟竣工。
- 1992年（平成4年）3月、医療法人として独立（医療法人社団 新日鐵室蘭総合病院）。
- 1995年（平成7年）2月、新病棟竣工。
- 1999年（平成11年）9月、老人保健施設「憩」・在宅介護支援センター「憩」開設。
- 2000年（平成12年）4月、居宅介護相談センター「憩」開設。
- 2001年（平成13年）10月、サテライトクリニック高砂開設。
- 2007年（平成19年）9月、訪問リハビリテーション開始。
- 2008年（平成20年）
  - 3月、内視鏡センター開設。
  - 9月、外来診療棟拡充工事竣工。外来化学療法センター稼働。
- 2009年（平成21年）2月、サテライトクリニック知利別（外来透析センター）開設。
- 2010年（平成22年）9月、電子カルテシステム稼働。
- 2011年（平成23年）3月、社会医療法人認定。医療機関名を「製鉄記念室蘭病院」と改称。
- 2013年（平成25年）10月、脊椎脊髄センター開設
- 2014年（平成26年）
  - 4月、人工関節センター開設。
  - 9月、がん診療センター開設[2]。

## 機関指定
| 救急告示病院（救急指定病院）                     | 労働者災害補償保険指定医療機関           |
| 身体障害者福祉法指定医療機関                     | 生活保護法指定医療機関                   |
| DPC（診断群分類包括評価）対象病院                | 母体保護法指定医の配置されている医療機関 |
| 指定自立支援医療機関（育成・更生医療、精神医療） | 児童福祉法に規定される入院助産施設       |
| 臨床研修指定病院                                 | 保険医療機関                             |
| 北海道DMAT（災害派遣医療チーム）指定医療機関     | 北海道がん診療連携指定病院               |
| 外国医師臨床修練指定病院                         | 災害拠点病院                             |

## 診療科等
診療科
- 内科・循環器科
- 呼吸器内科
- 消化器内科・血液腫瘍内科
- 小児科
- 心臓血管外科
- 整形外科
- 皮膚科
- 泌尿器科
- 眼科
- 耳鼻咽喉科
- 産婦人科
- 透析科
- リハビリテーション科
- 脳神経外科
- 麻酔科
- 放射線科
- 救急診療科
- 病理診断科

専門外来
- ピロリ菌外来
- ストーマ外来
- 緩和ケア外来

部門
- 看護部
- 薬剤部
- 病理・臨床検査室
- 臨床工学科
- 放射線画像診断室
- 栄養科
- 医療福祉相談室
- がん相談支援センター
- 患者図書室はぁと

## 施設認定
| 日本内科学会認定医制度教育関連病院                                             | 日本循環器学会認定循環器専門医研修施設                                                              |
| 日本心血管インターベンション治療学会研修関連施設                               | 日本消化器病学会専門医制度認定施設                                                                  |
| 日本消化器内視鏡学会認定指導施設                                               | 日本消化管学会胃腸科指導施設                                                                        |
| 日本カプセル内視鏡学会指導施設                                                 | 日本血液学会認定血液研修施設                                                                        |
| 日本外科学会専門医制度修練施設                                                 | 日本消化器外科学会専門医制度指定修練施設                                                            |
| 日本呼吸器外科学会専門医制度関連施設                                           | 日本乳癌学会認定関連施設                                                                            |
| 日本整形外科学会専門医制度研修施設                                             | 日本泌尿器科学会専門医制度教育施設（基幹教育施設）                                                  |
| 日本眼科学会専門医制度研修施設                                                 | 日本産科婦人科学会専門医制度専攻医指導施設                                                          |
| 日本麻酔科学会麻酔科認定病院                                                   | 日本臨床細胞学会教育研修施設                                                                        |
| 日本栄養療法推進協議会NST稼動施設                                              | 日本静脈経腸栄養学会NST専門療法士認定教育施設                                                       |
| 日本がん治療認定医機構認定研修施設                                             | 日本臨床腫瘍学会認定研修施設                                                                        |
| 3学会構成 心臓血管外科専門医認定機構心臓血管外科専門医認定修練施設（基幹施設） | 関連10学会構成 日本ステントグラフト実施基準管理委員会ステントグラフト実施施設（腹部・胸部大動脈瘤） |
| 日本オートプシー・イメージング学会Ai認定施設                                   | |

## 関連施設
- 介護老人保健施設 憩
- 室蘭市地域包括支援センター 憩
- 居宅介護相談センター 憩
- サテライトクリニック高砂
- サテライトクリニック知利別
- 健康管理センター

## 交通アクセス
2013年（平成25年）8月1日より製鉄記念室蘭病院と洞爺温泉病院（虻田郡洞爺湖町）を結ぶ無料循環バス「つばさ号」が運行している。
- 北海道旅客鉄道（JR北海道）東室蘭駅西口から徒歩約15分[6]
- 道南バス「製鉄記念病院前」バス停下車徒歩約1分、「東通」または「中島町1丁目」バス停下車徒歩約3分[6]
- 駐車場：あり